# Ángel Romero
Ángel Romero Felipe da Silva (Málaga, 17 de agosto de 1946) é um violonista clássico espanhol, integrante do quarteto Los Romeros, é o filho mais novo de Celedonio Romero.[carece de fontes?]